# Невідомий повстанець

Невідомий бунтар. Світлина Джефа Віднера

Невідомий повстанець (англ. Unknown Rebel, також Tank Man) — ім'я, під яким стала відома людина, під час студентських заворушень на майдані Тяньаньмень (Китай) 5 червня 1989 року. Він протягом кількох хвилин наодинці стримував колону танків, поки його не потягли звідти невідомі. Фото та відео про цю подію обійшли весь світ.
Ім'я цієї людини невідоме. Найвідоміша фотографія була зроблена Джефом Віднером (Associated Press) з шостого поверху готелю «Пекін». На ній відображена людина, що стоїть без зброї перед колоною з танків «Тип 59».
Кадри, що зображують простого китайця з сумками, що протистоїть танкам, облетіли весь світ, ставши символом того, що було названо «протестом проти тиранії тоталітарної держави». Знімок був надрукований сотнями газет і журналів у всьому світі, потрапив у випуски теленовин. У квітні 1998 року американський журнал «Time» включив «Невідомого бунтаря» до списку 100 найвпливовіших людей XX століття.

## Особистість
Існує непідтверджена інформація, що «бунтар» — Ван Вейлінь (王维林), 19-річний (на той момент) студент одного з пекінських університетів.